# Louis Joseph César Ducornet

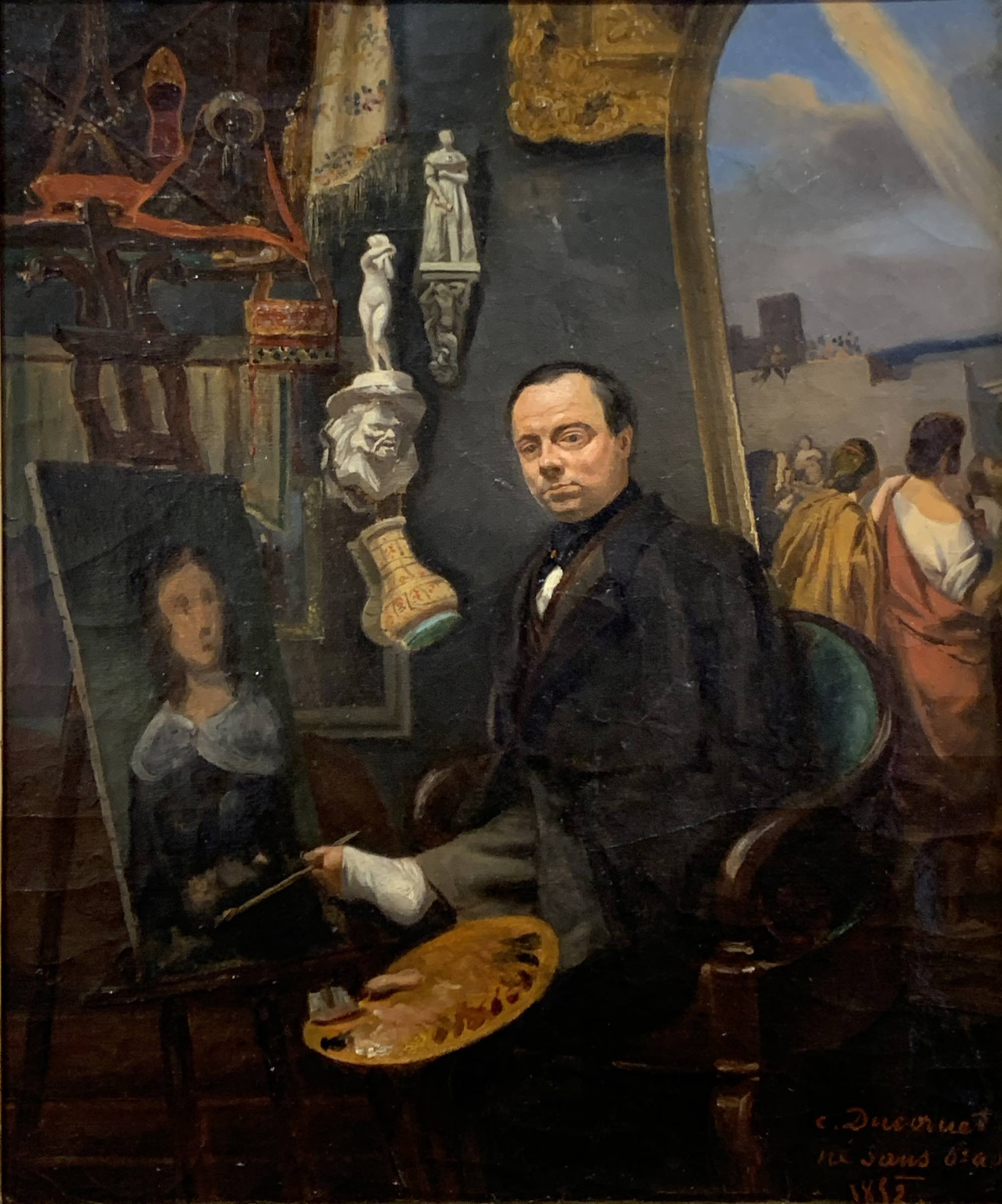
Selbstbildnis von Louis Joseph César Ducornet, 1852

Louis Joseph César Ducornet (* 10. Januar 1806 in Lille; † 27. April 1856 in Paris) war ein französischer Maler, der mit dem Fuß malte. Er wurde überwiegend für seine Arbeit an biblischen und historischen Szenen sowie durch Porträts bekannt.

## Leben
Ducornet wurde am 10. Januar 1806 in Lille in eine arme Familie geboren. Er hatte eine angeborene Fehlbildung, die heute als Phokomelie bekannt ist: Er hatte weder Arme noch Oberschenkel und nur vier Zehen an seinem rechten Fuß. Er konnte nicht gehen und musste von seinem Vater getragen werden. Dennoch gelang es ihm als Kind, mit seinen Zehen Stücke von Holzkohle vom Boden aufzuheben und damit grobe Skizzen anzufertigen, die so vielversprechend waren, dass er lokalen Kunstunterricht erhielt.
Mit Unterstützung der Stadtverwaltung von Lille wurde er nach Paris geschickt, wo er bei Guillaume Guillon-Lethière, François Louis Joseph Watteau und François Gérard studierte. Für kurze Zeit erhielt er sogar eine staatliche Pension von König Louis XVIII. Obwohl seine Behinderung ihn daran hinderte, am Wettbewerb um den Prix de Rome teilzunehmen, erhielt er mehrere Medaillen beim Salon de Paris. Gelegentlich unterrichtete er sogar einen Schüler, insbesondere Auguste Allongé. Er malte eine 3,3 Meter hohe Darstellung von Maria Magdalena zu den Füßen Jesu nach der Auferstehung, die von der französischen Regierung erworben wurde.
1856 starb er in Paris.

## Werke
Zu seinen bekanntesten Gemälden zählen:
- Buße. 1828.
- Der Abschied von Hector und Andromaque. (Lille Museum)
- St. Louis verwaltet die Justiz. (Lille Museum.)
- Der Tod von Maria Magdalena. 1840. (Église Saint-André de Lille [fr])
- Die Ruhe in Ägypten. 1841.
- Christus im Grab. 1843.
- Edith findet die Leiche von Harold. 1855.

## Ehrungen
Am 10. Januar 2024 wurde Ducornet anlässlich des 218. Geburtstags mit einem Google Doodle geehrt.